# Дмитро Новгородський
Дмитро Новгородський (нар. 1965, Одеса, УРСР) — класичний піаніст, перший випускник Московської консерваторії імені Чайковського з фортепіанного виконавства та перший радянський музикант, який здобув ступінь доктора музичних мистецтв з фортепіанного виконавства в Єльському університеті.

## Біографія
Народився в родині музикантів у 1965 році в Одесі, УРСР (нині Україна). Почав грати на фортепіано в п'ять років, а за рік був прийнятий в спеціальну музичну школу для обдарованих дітей. До 16 років Новгородський отримав Першу премію на Казахстанському національному конкурсі піаністів, а пізніше Золоту медаль Казахстанського національного фестивалю мистецтв. 1990 року закінчив студію професора Віктора Мержанова при Московській державній консерваторії імені Чайковського з відзнакою та кваліфікацією концертуючого піаніста, камерного музиканта та педагога. 1992 року отримав повну стипендію для навчання в Єльському університеті у Бориса Бермана. Під час навчання отримав чотири почесні нагороди за найкращі фортепіанні концерти та спеціальну премію факультету видатному піаністу в випускному класі.
1998 року отримав дозвіл на постійне проживання в США за «Надзвичайні здібності в мистецтві».
Закінчив Єльський університет у 2003 році. 2004 року отримав американське громадянство.

## Кар'єра
Виступав у Росії, Казахстані, Франції, Білорусі, Україні, Ізраїлі, Канаді, Австрії, Туреччині, Тайвані, а також у США, зокрема у Карнеґі-хол, Стейнвей-хол, Кеннеді-центр і сольно у «Sunday Afternoon Live» на Громадському радіо Вісконсина. У квітні 2002 став єдиним випускником Московської консерваторії, якого запросили від імені Раїси Скрябіної та Скрябінського товариства США виступити на спеціальному гала-концерті Скрябіна для посла Росії в США.
Разом з кларнетистом Артуром Кемпбеллом Новгородський виконав світову прем'єру «Prophesy from 47 Ursae Majoris» Ендрю Пола Макдональда у 2001 році. 2001 року запис цього твору виграв Третій конкурс Web Concert Hall, який «…був створений, щоб відкрити захопливі нові кордони у виконанні серйозної музики, як з точки зору виконавців, так і тих, хто зацікавлені в тому, щоб почути їх, і зробити це в контексті, який радикально посилює освітній вплив музичного виконання, оскільки ми переходимо у двадцять перше століття». Того ж року композиція була випущена компанією «Gasparo Records» на CD «Premieres». Після викладання в Університеті Вісконсин-Ошкош й Університеті штату Гранд-Веллі, штат Мічиган, Новгородський став доцентом кафедри фортепіано в музичній консерваторії Університету Лоуренса в Епплтоні, штат Вісконсин, у 2003 році. 2008 року залишив посаду викладача.

## Відгуки
В рецензії коннектикутської газети «New Britain Herald» на виконання Новгородським Концерт для фортепіано з оркестром № 1 Шопена з Камерним оркестром Connecticut Virtuosi у Нью-Бритен, штат Коннектикут, у травні 2001 року. Його сольний концерт у лютому 2007 року був рецензований студентською газетою Університету Лоуренса «Lawrentian». Огляди на один з його сольних концертів з'явилися у «Post-Crescent» і «Northeast Wisconsin Music Review».